# Johann Leonard Hoffmann

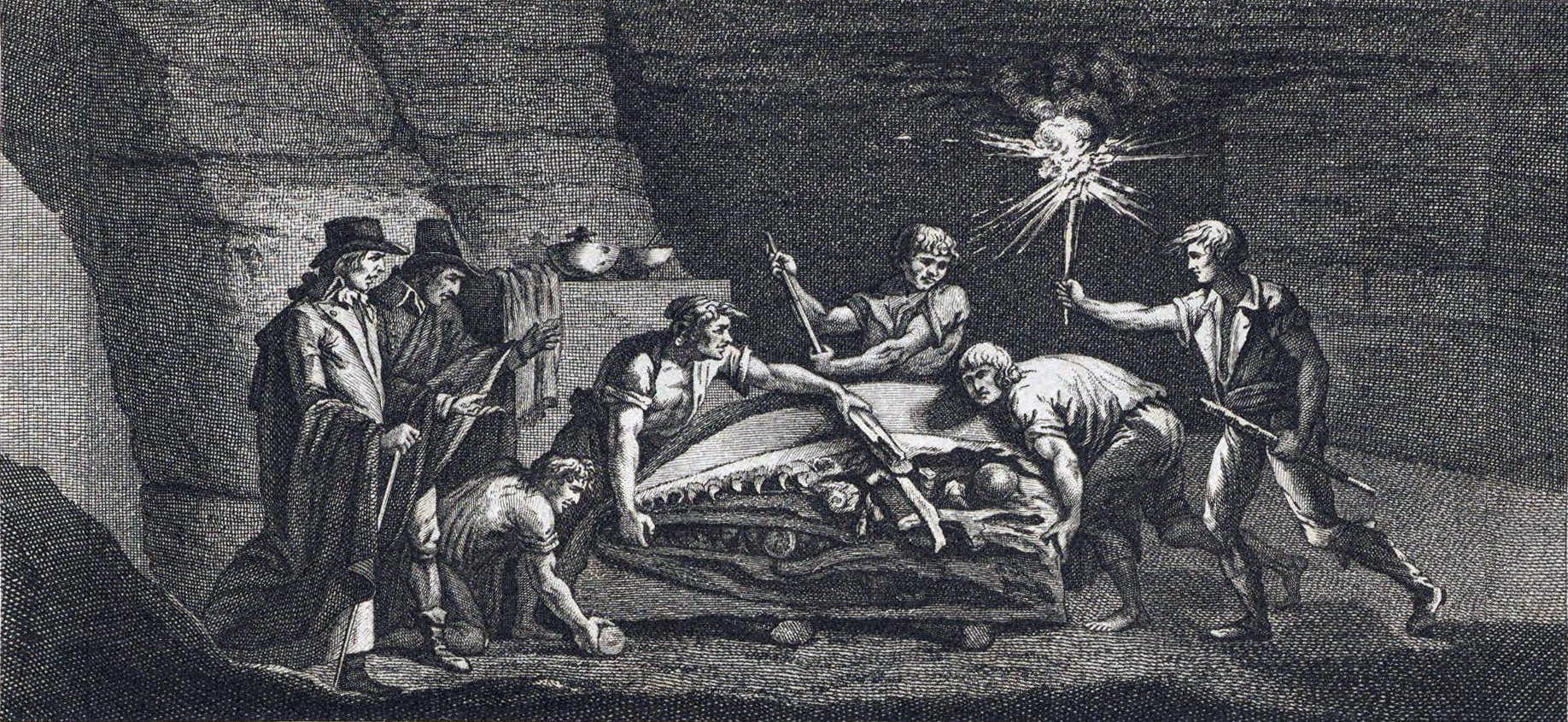
Découvert dans les grottes de Maastricht, le crâne de Mosasaurus est le premier fossile d'un reptile éteint identifié comme tel. Présentation romantique mais inexacte de De Saint-Fond de la découverte de Mosasaurus montrant Hoffmann à gauche.

Johann Leonard Hoffmann (1710–1782) est un chirurgien de l'armée de Maastricht et un géologue amateur qui a collecté des fossiles du montagne Saint-Pierre local. Il est connu pour les fossiles qui portent son nom, et fut l'une des trois personnes contactées lors de la découverte de Mosasaurus en 1766, et surtout la seconde dans les années 1770 connue sous le nom de le « grand animal de Maastricht », qui fut ensuite emmenée à Paris par l'armée française en 1794.

## Histoire
En 1798, Barthélemy Faujas de Saint-Fond publie son premier volume d'une série monumentale d'histoire naturelle, intitulée Histoire naturelle de la montagne de Saint-Pierre de Maëstricht, qui contient également un récit des circonstances de la découverte. Selon lui, le Dr Hoffmann aurait payé les carriers lorsqu'ils l'ont informé des découvertes de fossiles. Lorsque le deuxième crâne a été découvert en 1770, Hoffmann aurait dirigé les fouilles. Par la suite, un autre géologue amateur local, le prêtre chanoine local Theodorus Joannes Godding (1722–1797), revendiqua ses droits de propriétaire foncier et força Hoffmann à renoncer à sa propriété par le biais d'un procès, gagné en influençant le tribunal. Que cette histoire soit fondée ou non sur des faits, De Saint-Fond a preservé le spécimen, promettant une récompense considérable à Godding pour compenser sa perte. Cependant, de cette célèbre histoire, très peu de choses peuvent être étayées par des preuves d'archives. Godding était le propriétaire d'origine, Hoffmann n'a jamais possédé le fossile et il n'y a pas eu de procès. Faujas de Saint-Fond n'a probablement jamais rien payé et tout le récit semble avoir été fabriqué par lui pour animer son livre. Le luitenant de l'armée locale Jean Baptiste Drouin était également un collectionneur passionné de spécimens fossiles, et Drouin et Hoffmann étaient en correspondance avec le célèbre géologue amateur Petrus Camper au sujet des découvertes. Camper a postulé que l'animal était une baleine, ou en tout cas une créature marine, plutôt qu'une créature terrestre. Faujas de Saint-Fond a insisté sur le fait qu'il s'agissait d'un crocodile, tandis que le fils de Camper, Adriaan, a affirmé qu'il s'agissait d'un varan et Georges Cuvier a estimé qu'il s'agissait peut-être de quelque chose d'encore inconnu (le concept d'extinction étant nouveau pour l'époque).
Bien plus tard, Hermann Schlegel accusa Hoffmann d'avoir falsifié ses observations du fossile. Schlegel a été le premier à découvrir que les membres étaient en fait des nageoires.
D'autres animaux fossiles qui portent le nom de Hoffmann sont la tortue géante Allopleuron et un autre varan du genre Varanus.

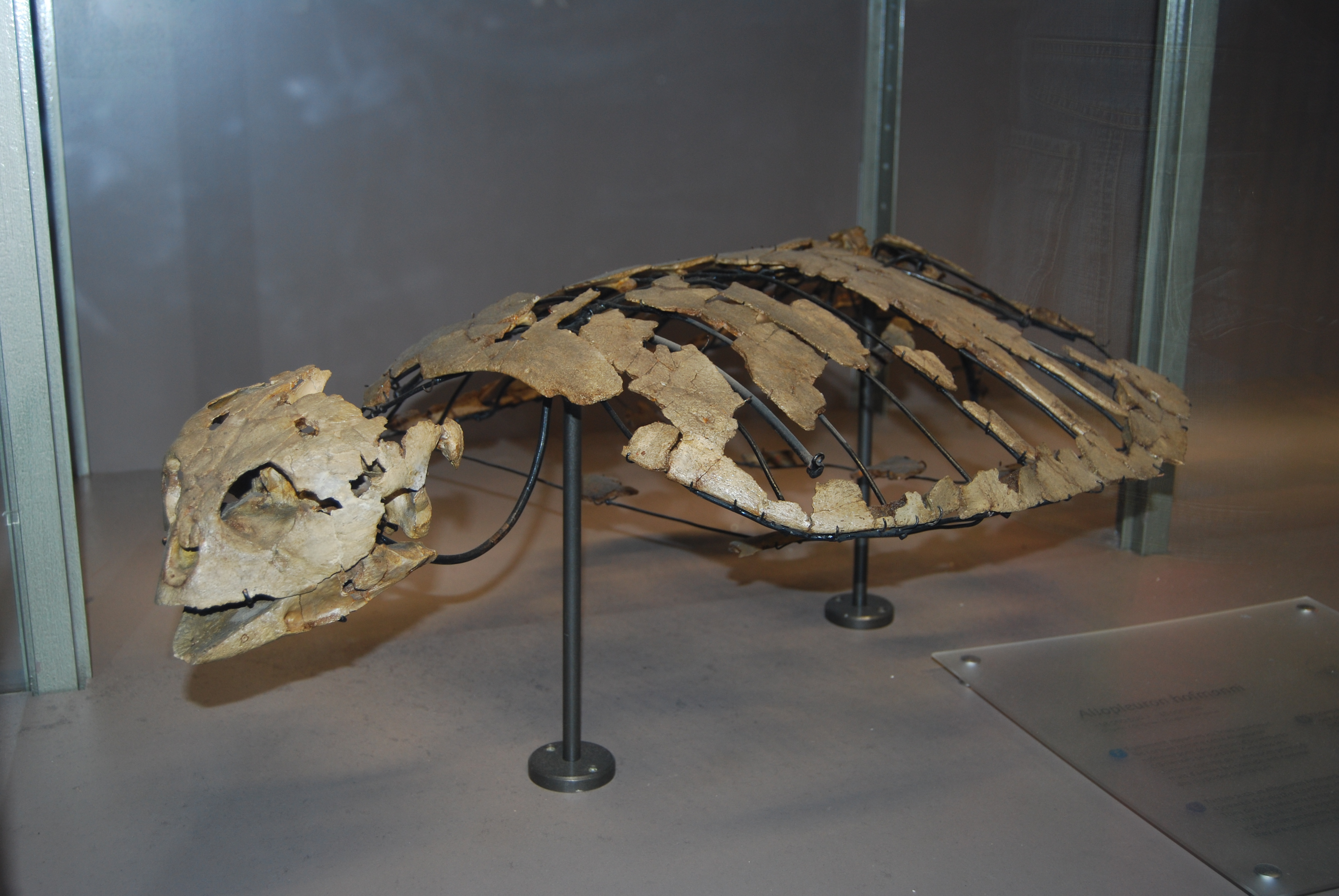
Tortue de mer éteinte Allopleuron hoffmanni[3].
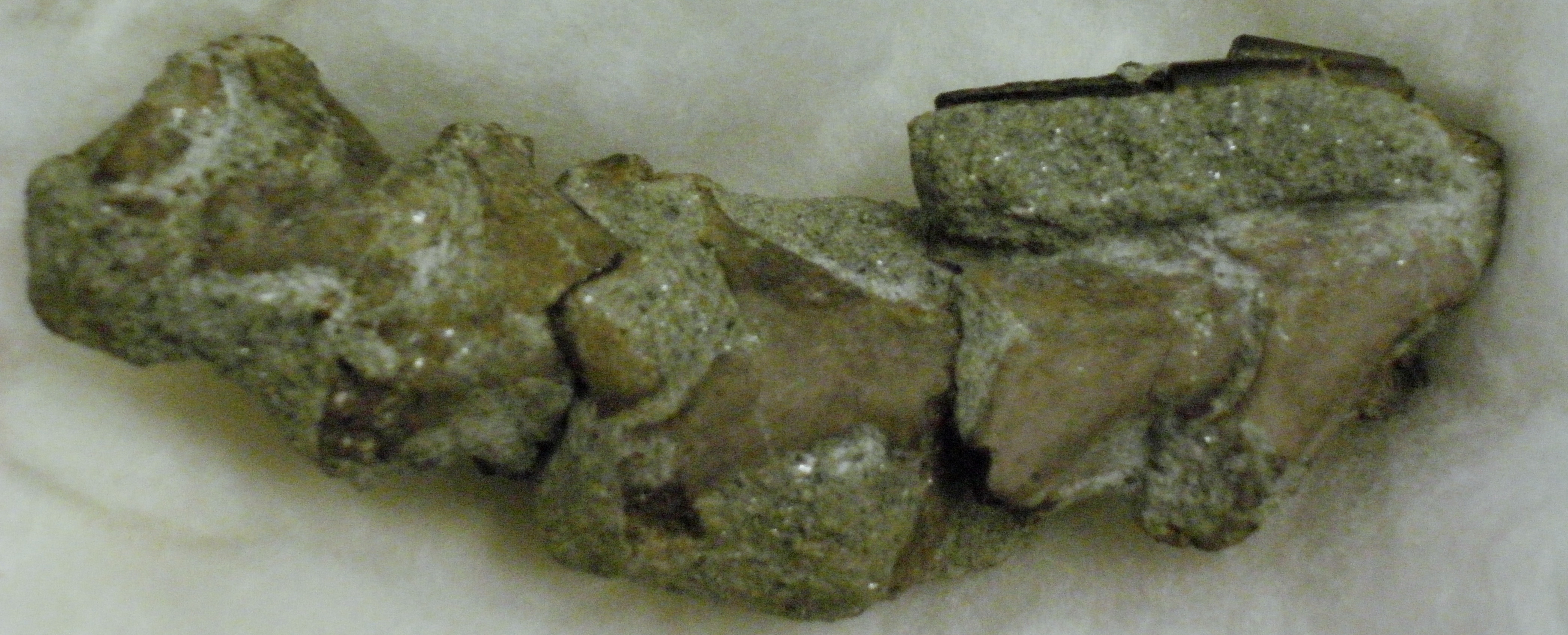
Varan du Miocène Varanus hoffmani de Serbie.